# هنري أدلر
هنري أدلر (بالإنجليزية: Henry Adler)‏ هو موزع أمريكي، ولد في 28 يونيو 1915، وتوفي في 30 سبتمبر 2008.

## وصلات خارجية
- هنري أدلر على موقع ميوزك برينز (الإنجليزية)